# Luperina vittata
Luperina vittata är en fjärilsart som beskrevs av Edward Alfred Cockayne 1951. Luperina vittata ingår i släktet Luperina och familjen nattflyn. Inga underarter finns listade i Catalogue of Life.